# Taivala
Taivala is een geslacht van spinnen uit de familie springspinnen (Salticidae).

## Soorten
De volgende soorten zijn bij het geslacht ingedeeld:
- Taivala invisitata Peckham & Peckham, 1907